# 4 Oddział Morski Ochrony Pogranicza
4 Oddział Morski Ochrony Pogranicza – zlikwidowany oddział w strukturze organizacyjnej Wojsk Ochrony Pogranicza pełniący służbę na granicy morskiej.

## Formowanie i zmiany organizacyjne
W drugiej połowie 1945 na Wybrzeżu Gdańskim nie funkcjonowała samodzielna jednostka zajmująca się ochroną tego odcinka. Dopiero w listopadzie 1945 zgodnie z rozkazem org. Nr 1 szefa wydziału WOP przy dowództwie Pomorskiego Okręgu Wojskowego powołano 4 Oddział WOP z siedzibą w Słupsku. 
4 Oddział Morski Ochrony Pogranicza JW 1836 (Zarządzenie SzSG Nr  053/Org. 30 marca 1946) został sformowany na podstawie rozkazu organizacyjnego Nr 0245/Org. Naczelnego Dowódcy WP z 13 września 1945 przez Pomorski Okręg Wojskowy według etatu Nr 8/8-A o stanie 2934 oficerów, podoficerów i szeregowców oraz 23 pracowników cywilnych. Sformowany w styczniu 1946 z żołnierzy 12 i 16 Dywizji Piechoty, na podstawie rozkazu NDWP nr 0245/org. z 13 września 1945, w składzie sześciu komendantur odcinków i 30 strażnic. Sztab oddziału stacjonował w Słupsku. Zadaniem oddziału było objęcie służby granicznej na całej długości granicy morskiej. Do tej pory ważniejsze odcinki wody terytorialne porty przystanie rybackie, kąpieliska itp.) granicy morskiej ochraniały jednostki Morskiej Milicji Obywatelskiej, a w portach wojennych, rejonach i obiektach militarnych oddziały Armii Radzieckiej (ORW). 
Rozkazem organizacyjnym Naczelnego Dowódcy WP nr 0272/Org. z października 1945, wstrzymano chwilowo organizację od
działów WOP mających ochraniać granicę północną (4., 5.) i wschodnią (6. ,7.) nie oznaczało, że prace organizacyjne tych oddziałów zostały przerwane. Ideą wydanego rozkazu było wobec braku możliwości jednoczesnej organizacji wszystkich oddziałów WOP, rozłożenie wysiłku organizacyjnego na dwa etapy. W etapie pierwszym skierowano wysiłek organizacyjny, posiadane siły i środki na organizację tych oddziałów WOP, których organizacja warunkowała realizację planów reorganizacji sił zbrojnych. Oddziały WOP, które nie odgrywały takiej roli, pozbawione były właściwego wsparcia organizacyjnego okręgów wojskowych. Wsparcie to mogło nastąpić dopiero w drugiej kolejności, po zaspokojeniu najpilniejszych potrzeb oddziałów WOP mających objąć zachodnią i południową granicę państwa.
Zgodnie z wydanym rozkazem prace związane z organizacją 4., 5., 6. i 7. Oddziału WOP miały być zakończone do 15 grudnia 1945. Jednak rozliczne trudności związane przede wszystkim z niedoborem kadry oficerskiej i podoficerskiej, a także z brakiem wyposażenia uniemożliwiły zakończenie prac nad organizacją tych oddziałów w nakazanym terminie. Prace związane z ich organizacją przeciągnęły się do połowy 1946, świadczy o tym m.in. wystąpienie ND WP marsz. Michała Roli-Żymierskiego na odprawie dowódców okręgów wojskowych w dniu 14 maja 1946 gdzie stwierdził „[…] Okres organizacyjny WOP nie jest ukończony, stąd podporządkowanie oddziałów WOP dowódcom okręgów wojskowych”. Natomiast proces przejmowania odcinków granicznych trwał jeszcze dłużej, przeciągając się do października 1946.
W początkach stycznia 1946 4 Oddział miał zaledwie 50% stanu etatowego. Zaczął on służbę od przejmowania odcinków granicy morskiej od milicji morskiej w drugim etapie przejmowano odcinki chronione przez jednostki radzieckie. Najwcześniej przejęto odcinki na wschód od Kołobrzegu z wyjątkiem Lęborka i Słupska. Latem 1946 przejęto od tych wojsk pozostałe odcinki, z wyjątkiem obszarów nadbrzeżnych portu szczecińskiego, które obsadzono przez jednostki polskie w październiku 1947 na podstawie specjalnego porozumienia zawartego między rządami Polski i ZSRR.
W tym okresie 4 Oddział WOP posiadał znaczne niedobory kadrowe. Dla przykładu załoga PPK w Gdańsku składała się z 3 oficerów, 9 podoficerów i 15 szeregowych, a PPK w Gdyni z 2 oficerów, 4 podoficerów i 7 szeregowych. Według stanu z 5 września 1946 braki kadry w całej jednostce sięgały 84 oficerów, 57 podoficerów i 488 szeregowych.
W pierwszych latach działalności WOP na wybrzeżu Gdańskim odnotowano znaczne ilości zjawisk przestępczych, związanych z przemytem różnorodnych towarów i osób, a największe ich natężenie występowało w portach Gdańska i Gdyni. Dlatego też celem wyeliminowania tych zjawisk wprowadzono pierwsze dokumenty określające zakres działalności żołnierzy WOP. Jednym z nich była „Tymczasowa Instrukcja Zwalczania Przemytu” z 23 stycznia 1946 podpisana przez szefa Departamentu WOP płk. Gwidona Czerwińskiego.
W początkowym okresie działalności WOP na Wybrzeżu Gdańskim stosowano elementy służby granicznej takie jak: patrole zwykłe, patrole lotne, podsłuchy i zasadzki. Także w portach Gdańska i Gdyni służbę graniczną organizowano na zasadach służby wartowniczej. Skład takiej warty wykonywał swoje zadania w ciągu 24 godzin przez wysyłanie patroli na określone odcinki i nabrzeża portowe. 
Bardzo uproszczone sposoby ochrony granicy stosowano również w PPK. Ograniczały się one do kontroli dokumentów środków 
lokomocji i osób przekraczających granicę. W tym czasie nie dokonywano przeszukiwań pojazdów. Również statki podczas postoju w portach nie były zabezpieczane przez elementy służby WOP. Nadzór nad ruchem rybackim na wybrzeżu ograniczał się do sprawdzania u rybaków dokumentów w postaci zaświadczeń wystawianych przez władze administracyjne. Czynności te wykonywali żołnierze ze strażnic WOP.
W połowie 1946 w ochronie granicy morskiej zaczęto wykorzystywać nowe sposoby jej zabezpieczenia. Wprowadzono takie rodzaje służby jak obserwacje wystawiane na latarniach morskich (Rozewie, Jastarnia, Hel, Krynica Morska). Do tego celu wykorzystywano też poniemieckie wieże obserwacyjne i inne wysokie budowle znajdujące się w pobliżu linii brzegowej.
W 1946, w 4. Oddziale Morskim Ochrony Pogranicza zmieniano aż cztery razy dowódcę oddziału.
Na podstawie rozkazu Nr 0153/Org. Naczelnego Dowódcy WP z dnia 21 września 1946 jednostka została przeformowana w 4 Bałtycki Oddział WOP.

## Struktura organizacyjna oddziału
Organizacja 4 Oddziału Morskiego Ochrony Pogranicza w 1945
- Dowódca oddziału
  - Adiutant
- Zastępca ds. polityczno-wychowawczych
  - Wydział polityczno-wychowawczy
- Zastępca ds. liniowych
  - Kierownik służby psów
- Szef sztabu
  - Sztab
- Zastępca ds. wywiadu
  - Wydział wywiadowczy
- Pomocnik ds. gospodarczych
  - Wydział zaopatrzenia materiałowo-technicznego
  - Sekcja kwatermistrzowsko-eksploatacyjna
  - Kompania gospodarcza
- Szef służby inżynieryjnej
- Szef służby samochodowej
- Szef służby chemicznej
- Szef służby sanitarnej
  - Ambulatorium Izba chorych
- Szef służby weterynaryjnej
  - Ambulatorium weterynaryjne
- 16 komenda odcinka – Trzebiatów[9] (5 strażnic)[5]
- 17 komenda odcinka – Unisty Koszalin[9] (5 strażnic)[5]
- 18 komenda odcinka – Słupsk (Ustka)[9] (5 strażnic)[5]
- 19 komenda odcinka – Lębork[9] (5 strażnic)[5]
- 20 komenda odcinka – Sopot (Gdańsk Wrzeszcz)[9] (5 strażnic)[17]
- 21 komenda odcinka – Elbląg[9] (5 strażnic)[17]
- 3 przejściowe punkty kontrolne[i][j][9]:
  - nr 12 w Kołobrzegu[17]
  - nr 13 w Gdyni[17]
  - nr 14 w Gdańsku Nowym Porcie[17]
- Grupa manewrowa[9] (175 żołnierzy)[k]
- Pluton komendancki.

## Sąsiednie oddziały Ochrony Pogranicza
- 3 Oddział Ochrony Pogranicza ⇔ 5 Oddział Ochrony Pogranicza[l].

## Dowódcy oddziału
- mjr Iwan Kałasznik[m][19] (15.10.1945–04.1946)
- mjr Tadeusz Król (04.1946–9.09.1946)
- ppłk Józef Hajdukiewicz (10.09.1946–1.10.1946).

## Przekształcenia
4 Oddział Morski Ochrony Pogranicza → 4 Bałtycki Oddział WOP → 12 Brygada Ochrony Pogranicza → 15 Brygada WOP → 15 Bałtycka Brygada WOP → Bałtycka Brygada WOP → Bałtycki Oddział WOP